# Fahrudin Jusufi
Fahrudin Jusufi (serbi: Фахрудин Јусуфи)  (Zlipotok, 8 de desembre de 1939 - Hamburg, 9 d'agost de 2019) va ser un futbolista kosovar de la dècada de 1960, de l'ètnia dels gorani.
Fou 55 cops internacional amb la selecció iugoslava, amb la qual guanyà la medalla d'or als Jocs Olímpics de 1960.
Pel que fa a clubs, defensà els colors de FK Partizan, Eintracht Frankfurt, Germania Wiesbaden i FC Dornbirn. Amb el Partizan fou finalista de la Copa d'Europa el 1966: Va jugar com a titular la final de la Copa d'Europa de 1966, que el Partizan va perdre contra el Reial Madrid per 2 a 1 a l'Estadi Heysel, de Brussel·les, la sisena Copa d'Europa madridista.

## Palmarès
FK Partizan
- Lliga iugoslava de futbol: 1960-61, 1961-62, 1962-63, 1964-65

Eintracht Frankfurt
- Copa Intertoto de la UEFA: 1966-67